# Zeittarif
Der Begriff Zeittarif bezeichnet in der Telekommunikation eine Abrechnung, die sich nach der Dauer der Verbindungen richtet.
Zeittarife stellen insbesondere bei leitungsvermittelter Technik (Telefongespräche im klassischen Festnetz und im Mobilfunk sowie  schmalbandige Einwahl-Internetverbindungen – auch CSD im Mobilfunk) die vorherrschende Abrechnungsform dar, finden aber auch außerhalb (etwa bei der Abrechnung von DSL und UMTS) Verwendung.
Zeittarife sind üblicherweise in Intervallen getaktet; meist Sekunden- oder Minutentakte; manche Anbieter stellen zusätzlich eine Verbindungsgebühr in Rechnung.
Andere Abrechnungsarten sind Pauschaltarif mit einer festen Monatsgebühr oder einem Pauschalpreis pro Verbindung, unabhängig von der Dauer, und der Volumentarif, der sich bei digitalen Verbindungen nach der Menge der übertragenen Daten richtet.